# 维利耶勒布瓦
维利耶勒布瓦（法語：Villiers-le-Bois，法語發音：[vilje lə bwa]）是法国奥布省的一个市镇，属于特鲁瓦区。

## 地理
维利耶勒布瓦（47°57'33"N, 4°11'17"E）面积5.16 平方千米，位于法国大東部大區奥布省，该省份为法国中北部省份，北起马恩省，西接塞纳-马恩省，西南至约讷省，东南至科多尔省，东临上马恩省。
与维利耶勒布瓦接壤的市镇（或旧市镇、城区）包括：巴尔诺拉格朗日、埃图尔维、阿尔托奈、坎斯罗。

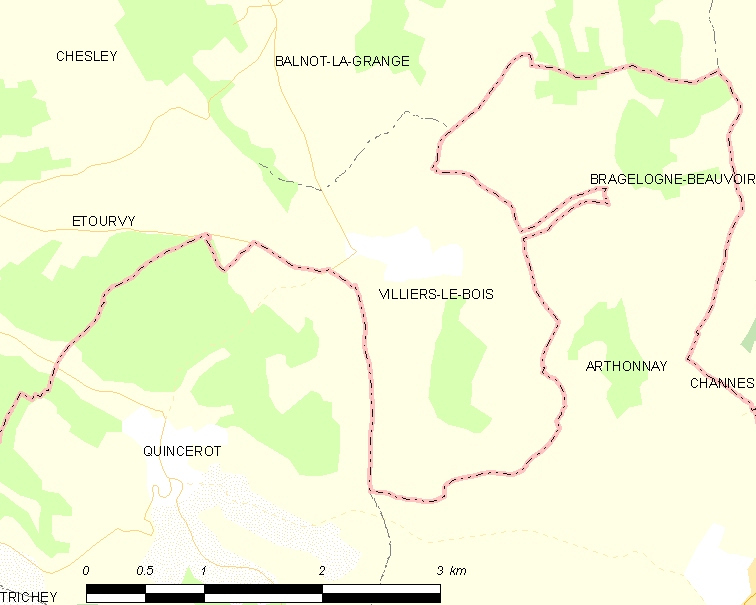
维利耶勒布瓦的OSM定位图

维利耶勒布瓦的时区为UTC+01:00、UTC+02:00（夏令时）。

## 行政
维利耶勒布瓦的邮政编码为10210，INSEE市镇编码为10431。

## 政治
维利耶勒布瓦所属的省级选区为莱里塞县。

## 人口

1962-2008年间维利耶勒布瓦人口变化图示

维利耶勒布瓦于2022年1月1日时的人口数量为106人。